# Ulica Droga do Rojów w Zakopanem
Ulica Droga do Rojów – zabytkowa uliczka w Zakopanem. Rozpoczyna się odchodząc na północ w trzech miejscach od ul. Kościeliskiej, a następnie skręca na zachód. Dalej w kierunku północnym prowadzi ul. Sobczakówka.

## Historia
Droga istniała już w XIX w. Wiodła do gospodarstw rodzin Rojów i Sobczaków. Obecnie pełni drugorzędną rolę stanowiąc drogę dojazdową do domów mieszkalnych.

## Zabudowa
Zabudowę ulicy stanowią głównie chałupy góralskie. Pod numerem 2 stoi chałupa z 1884 r.. Pod numerem 6 stoi wybudowana ok. 1830 r. i rozbudowana ok. 1870 r. Chałupa Gąsieniców Sobczaków, obecnie jedna z filii Muzeum Tatrzańskiego.